# Punct și virgulă
Punctul și virgula este un semn de punctuație al cărui aspect grafic constă dintr-un punct așezat deasupra unei virgule. Semnul punct și virgulă se folosește pentru a separa într-o frază propozițiile sau grupurile de propoziții care sunt independente sintactic, dar care semantic sunt suficient de apropiate pentru a forma un întreg. Astfel punctul și virgula are o utilizare intermediară în raport cu virgula dintre două propoziții și cu punctul care marchează sfârșitul unei fraze.
Punctul-și-virgula este semn de punctuație interioară care oferă o indicație prozodică (o pauză în discurs), contribuie la organizarea textului scris (separă de regulă unități independente sintactic sau structurează serii enumerative), vehiculează informație semantică (marchează o relație semantică între enunțuri, de opoziție, continuitate etc.) și are implicații stilistice (este folosit în structuri retorice, are valoare emfatică sau conferă ritmicitate frazei).
Cuvântul care urmează după punct și virgulă se scrie cu inițială minusculă, în afară de cazurile când majuscula este cerută de alte reguli.

## Exemple
JUPÂN DUMITRACHE: Ei! Apucăm pe la Sfântul Ionică ca să ieșim pe Podul-de-pământ, — papugiul cât colea după noi; ieșim în dosul Agiei, — coate-goale după noi; ajungem la Sfântul Ilie în Gorgani, — moftangiul după noi; mergem pe la Mihai-Vodă ca să apucăm spre Stabilament, — mațe-fripte după noi... Eu trăgeam cu coada ochiului... fierbeam în mine, dar nu vream să spui cocoanelor...
Ion Luca Caragiale, O noapte furtunoasă
Și când mă uit înapoi, doi hojmălăi se și luaseră după mine; și unde nu încep a fugi de-mi scăpărau picioarele; și trec pe lângă casa noastră, și nu intru acasă, ci cotigesc în stânga și intru în ograda unui megieș al nostru, și din ogradă în ocol, și din ocol în grădina cu păpușoi, care erau chiar atunci prășiți de-al doilea, și băieții după mine; și, până să mă ajungă, eu, de frică, cine știe cum, am izbutit de m-am îngropat în țărnă la rădăcina unui păpușoi.
Ion Creangă, Amintiri din copilărie
Mircea însuși mână-n luptă vijelia-ngrozitoare,

Care vine, vine, vine, calcă totul în picioare;

Durduind soseau călării ca un zid înalt de suliți,

Printre cetele păgâne trec rupându-și large uliți;

Risipite se-mprăștie a dușmanilor șiraguri,

Și gonind biruitoare tot veneau a țării steaguri,

Ca potop ce prăpădește, ca o mare turburată —

Peste-un ceas păgânătatea e ca pleava vânturată.
Mihai Eminescu, Scrisoarea III

## Alte semne de punctuație
- Apostrof
- Bară oblică (slash /)
- Bară oblică inversă (backslash \)
- Cratimă
- Două puncte
- Ghilimele
- Linie de dialog
- Linie de pauză
- Punct
- Puncte de suspensie
- Semnul exclamării
- Semnul întrebării
- Virgulă